# Baron Gruff-sjukan
Baron Gruff-sjukan är en allvarlig tarmstörning som drabbar hästar, oftast på grund av stress i samband med alltför mycket kraftfoder eller för hög dos av protein. Sjukdomen beror på en kraftig tillväxt av bakterier i tarmarna, då främst grovtarmen med en kraftig och illaluktande diarré som följd. Sjukdomen har fått sitt namn från en känd svensk travhäst, Baron Gruff (1964–1970), som dog av sjukdomen. Baron Gruff hade Solvalla som hemmabana så sjukdomen kallas ibland även för Solvallasjukan. Sjukdomen är ovanlig men drabbar oftast tävlingshästar. Den välkände travhästen Järvsöfaks drabbades av Baron Gruff-sjukan under 2004 men överlevde.

## Symptom och sjukdomsförlopp
Symptomen för Baron Gruff-sjukan är kraftig och explosiv diarré som även luktar väldigt illa. Följden blir oftast snabb och allvarlig uttorkning och sjukdomen är perakut eller akut, vilket betyder att dödförloppet är väldigt snabbt och hästen kan dö inom någon eller några dagar. 
Sjukdomens utbrott beror på en störning i tarmfloran som orsakas av en kraftig tillväxt av bakterien Clostridium perfringens, som bildar toxiner (gifter) som även är ett bidrag till den snabba utvecklingen av sjukdomen. Sjukdomen drabbar oftast tävlingshästar då orsaken till sjukdomen oftast ligger i stress tillsammans med för mycket kraftfoder och protein. Sjukdomen är dock väldigt ovanlig.

## Behandling
Då sjukdomen är akut och har ett väldigt snabbt dödsförlopp krävs omedelbar behandling av hästen genom intravenös behandling med vätska och antibiotika. Eftersom sjukdomen främst utvecklar extrem uttorkning är det viktigt att hästen får i sig vätska. 